# 小行星4081
小行星4081（英語：4081 Tippett）是一颗围绕太阳公转的小行星。1983年9月14日，愛德華·鮑威爾在可可尼诺县发现了此天体。
这颗小行星的绝对星等为49.44186等。